# Municipio de Freeland
El municipio de Freeland (en inglés: Freeland Township) es un municipio ubicado en el condado de Lac qui Parle en el estado estadounidense de Minnesota. En el año 2010 tenía una población de 102 habitantes y una densidad poblacional de 1,08 personas por km².

## Geografía
El municipio de Freeland se encuentra ubicado en las coordenadas 44°50′56″N 96°16′36″O / 44.84889, -96.27667. Según la Oficina del Censo de los Estados Unidos, el municipio tiene una superficie total de 94.32 km², de la cual 94,32 km² corresponden a tierra firme y (0 %) 0 km² es agua.

## Demografía
Según el censo de 2010, había 102 personas residiendo en el municipio de Freeland. La densidad de población era de 1,08 hab./km². De los 102 habitantes, el municipio de Freeland estaba compuesto por el 98,04 % blancos y el 1,96 % eran de una mezcla de razas. Del total de la población el 0 % eran hispanos o latinos de cualquier raza.